# Pia Getty
Pia Christina Miller Getty (nascida Pia Christina Miller em 1966), é cineasta independente americana.  Ela é a filha mais velha do empresário Robert Warren Miller  e Maria Clara Pesantes Becerra e irmã da Princesa Marie Chantal da Grécia e Dinamarca  e da Princesa Alexandra von Fürstenberg, um trio de socialites famoso apelidado de Miller Sisters (as irmãs Millers em português).

## Biografia
Pia passou sua infância em Hong Kong e frequentou o Instituto Le Rosey na Suíça. Mais tarde, ela estudou história da arte na Universidade de Georgetown. Em 1992, em Bali, ela se casou com um herdeiro de fortuna de petróleo, Christopher Ronald Getty filho de Jean Ronald Getty e neto de Jean Paul Getty. O casal tem quatro filhos, Isabel Getty (1993), Robert Maximilian Getty (1996), Conrad Getty (1998) e Maximus Getty (2002), com quem ela vive na Park Avenue em Nova York. Eles se divorciaram em 2005. Ela é a madrinha de sua sobrinha, a princesa Maria-Olympia da Grécia e a Dinamarca.
Pia é a porta-voz americana da empresa de cosméticos Sephora. Ela é freqüentemente apresentada na revista Vogue, Vanity Fair e outras revistas da sociedade. Seu primeiro filme de documentário, China Power - Art Now After Mao, lançado em 2008, enfocou a crescente cena artística da China.

## Filmografia
- China Power - Art Now After Mao
- Axis of Light[5]

## Referencias
1. ↑  http://piagettyfilms.com/profile%7Ctitle=Filmmaker profile
2. ↑  https://www.vanityfair.com/style/2016/03/miller-cousins-society-social-media
3. ↑  https://www.theguardian.com/lifeandstyle/lostinshowbiz/2007/may/18/parkavenueprincesses
4. ↑  http://observer.com/1998/07/touring-sephora-with-pia-getty/
5. ↑  https://pro.imdb.com/company/co0261728/